# Overdraagbaarheid van pensioenen
Overdraagbaarheid van pensioen is de juridische mogelijkheid genaamd waardeoverdracht om een opgebouwde pensioenclaim over te dragen aan een ander pensioenfonds, bijvoorbeeld bij verandering van betrekking of bij het aanvaarden van werk in een ander land. Het belangrijkste motief voor overdracht is dat de claim mee blijft groeien met de loonstijging.
Het kernprobleem van overdraagbaarheid is dat niet alleen de waarde van het pensioenkapitaal wordt overgedragen, maar ook het risico van de deelnemer op het pensioenfonds. De deelnemer kan door overdracht in een betere of slechtere situatie terechtkomen naargelang de dekkingsgraad van het zendende en ontvangende pensioenfonds en naargelang de kwaliteit van het pensioen, geboden door het zendende en ontvangende pensioenfonds. De deelnemer zou dus eigenlijk moeten beschikken over informatie over deze factoren.
In Nederland is de overdraagbaarheid van pensioen een wettelijk recht. De overdracht zelf wordt geregeld met behulp van nationaal vastgestelde rekenregels.
Internationale overdracht van pensioen is vrijwel onmogelijk. De fiscus werkt zelden mee aan een internationale overdracht en in veel landen zijn zelfs op nationaal niveau pensioenen niet overdraagbaar. De Europese Commissie heeft het eerste concept gepubliceerd van een richtlijn voor overdraagbaarheid van pensioen. Hiervoor is waarschijnlijk nodig dat ook op nationaal niveau overdraagbaarheid van pensioenen mogelijk wordt gemaakt, waardoor de concept richtlijn op het randje moet balanceren van wat de Europese Unie mag regelen en wat de lidstaten zelf mogen regelen (subsidiariteitsbeginsel). Mede hierdoor boekt het concept weinig vooruitgang in de Raad van de Europese Unie.